# Свингмен

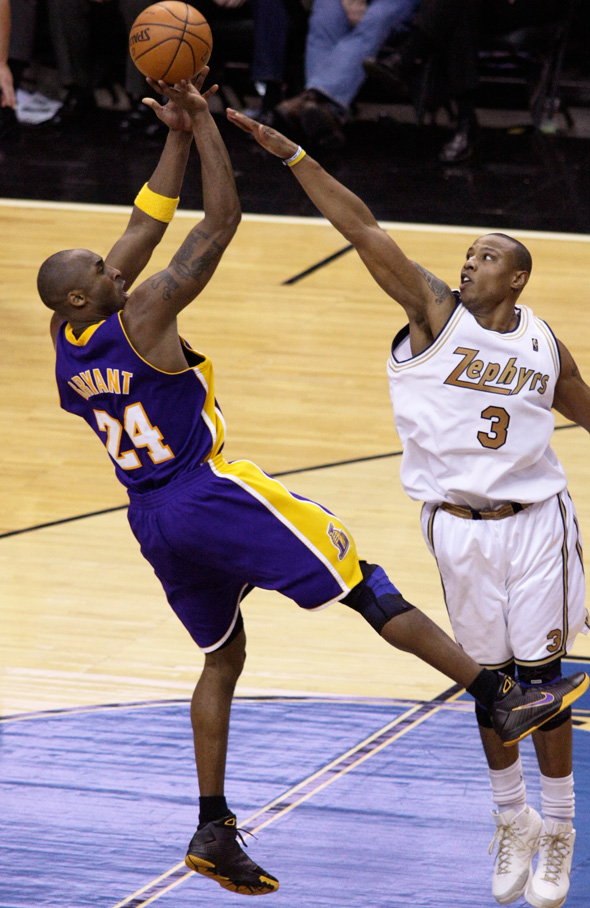
Коби Брайант — самый успешный свингмен в НБА.

Свингмен (англ. Swingman, обозначение SF/SG) — баскетболист, который сочетает в себе навыки лёгкого форварда (3) и атакующего защитника (2), и, в сущности, находится между нападением и защитой. Рост свингмена, как правило, колеблется между 195 см (6’5") и 203 см (6’8").
Джон Хавличек, который играл за «Бостон Селтикс» в 1960—1970-е годы, является одним из ранних примеров свингмена. Вместе с тем он играл на этой позиции ещё задолго до того как термин стал широко использоваться.
Понятие свингмен вошло в моду в конце 1970-х и начале 1980-х годов, когда звёздные игроки, такие как Джордж Гервин бросили вызов традиционной манере игры на второй или третьей позиции. Лучший свингмен пользуется несоответствием в росте и атлетизме: скорость в нападении против крупных игроков; атлетизм и рост против менее физически развитых баскетболистов; или же атаковать кольцо через оппонента уступающего в росте с помощью броска в прыжке. При этом свингмен умеет одинаково хорошо защищаться и атаковать, хорошо подбирает и набирает очки бросками со средней дистанции или в проходе.
Свингмена характеризует умение играть не только на периметре, но и спиной к кольцу, благодаря превосходству над соперником в росте и атлетизме.
Примеры свингменов среди действующих и бывших игроков НБА — Коби Брайант, Джо Джонсон, Пол Пирс, Трэйси Макгрэди, Джейсон Ричардсон, Пол Джордж, Джамал Кроуфорд, Винс Картер, Майкл Финли, Кэрон Батлер, Джеймс Поузи, Стивен Джексон, Джерри Стэкхаус и некоторые другие. Среди европейских свингменов можно выделить таких игроков, как Руди Фернандеса, Фернандо Сан Эметерио и Рамунаса Шишкаускаса. 
Термин «свингмен» используется также в бейсболе.